# Springdale (Ohio)
Springdale é uma cidade localizada no estado norte-americano de Ohio, no Condado de Hamilton.

## Demografia
Segundo o censo norte-americano de 2000, a sua população era de 10.563 habitantes.
Em 2006, foi estimada uma população de 9640, um decréscimo de 923 (-8.7%).

## Geografia
De acordo com o United States Census Bureau tem uma área de
12,8 km², dos quais 12,8 km² cobertos por terra e 0,0 km² cobertos por água.

## Localidades na vizinhança
O diagrama seguinte representa as localidades num raio de 8 km ao redor de Springdale.